# The Observer
The Observer là một tuần báo của Anh được xuất bản vào Chủ nhật. Tờ báo này có cùng phổ chính trị như các bài báo chị em của nó là The Guardian hay The Guardian Weekly, có công ty mẹ là Guardian Media Group Limited. Công ty này đã mua lại tờ báo vào năm 1993. Theo đánh giá, The Observer hoạt động theo đường lối dân chủ xã hội hoặc tự do xã hội trong hầu hết mọi vấn đề. Xuất bản lần đầu năm 1791, đây là tuần báo chủ nhật lâu đời nhất trên thế giới.
Tờ báo đã bị cấm ở Ai Cập vào tháng 2 năm 2008 sau khi in lại một bộ phim hoạt hình được cho là xúc phạm Mohammad.

## Biên tập viên
- W. S. Bourne & W. H. Bourne (1791–1807)
- Lewis Doxat (1807–1857)
- Joseph Snowe (1857–1870)
- Edward Dicey (1870–1889)
- Henry Duff Traill (1889–1891)
- Rachel Beer (1891–1904)
- Austin Harrison (1904–1908)
- James Louis Garvin (1908–1942)
- Ivor Brown (1942–1948)
- David Astor (1948–1975)
- Donald Trelford (1975–1993)
- Jonathan Fenby (1993–1995)
- Andrew Jaspan (1995–1996)
- Will Hutton (1996–1998)
- Roger Alton (1998–2007)
- John Mulholland (2008–2018)
- Paul Webster (2018–nay)[6]

## Nhiếp ảnh gia
- Jane Bown (cư trú từ năm 1949 cho đến khi qua đời vào năm 2014)
- Stuart Heydinger (1960–1966) [7]
- Antonio Olmos (nhiếp ảnh gia tự do)
- Harry Borden (nhiếp ảnh gia tự do)
- Michael Peto (nhiếp ảnh gia tự do)
- Colin Jones (nhiếp ảnh gia tự do)
- Dean Chalkley (nhiếp ảnh gia tự do)
- Don McCullin (nhiếp ảnh gia tự do)
- Philip Jones Griffiths (nhiếp ảnh gia tự do)
- Giles Duley (nhiếp ảnh gia tự do)

## Giải thưởng
The Observer được xướng tên cho giải thưởng Tờ báo quốc gia của năm (National Newspaper of the Year) của Giải thưởng báo chí Anh năm 2006. Các phụ trương của nó đã ba lần giành được "Regular Supplement of the Year" (Thể thao hàng tháng, 2001; Thực phẩm hàng tháng, 2006, 2012).
Các nhà báo của The Observer đã giành được một loạt Giải thưởng Báo chí Anh, bao gồm
- "Người phỏng vấn của năm" (Lynn Barber, 2001; Sean O'Hagan, 2002; Rachel Cooke, 2005; Chrissy Iley (tự do cho tạp chí Observer và Sunday Times), 2007)
- "Phê bình của năm" (Jay Rayner, 2005; Philip French, 2008; Rowan Moore, 2013)
- "Viết về thực phẩm và đồ uống của năm" (John Carlin, 2003)
- "Viết về du lịch của năm" (Tim Moore, 2004)